# جوبی ایویشن
جوبی ایویشن (انگلیسی: Joby Aviation) شرکت هوافضای آمریکایی است، که در سال ۲۰۰۹ توسط جوبن بیورت تأسیس شد.